# Gilles Brown
Gilles Brown,  né le 6 février 1943 à Montréal et décédé le 6 février 2016, jour de ses 73 ans, est un chanteur québécois.
Après avoir fait ses débuts à la radio, il se voit confier l'adaptation des paroles de chansons américaines et britanniques pour les interprètes québécois de l'heure. Devenu lui-même chanteur à succès, il connaît le succès avec sa propre version du populaire Only the Lonely de Roy Orbison, intitulée C'est toi que j'aime, ainsi qu'avec  Mon Ange, version du classique des Penguins, Earth Angel. Il chante en duo avec Yves Martin au début des années 1970.
Dans les années 1960 et 1970, il adapte plusieurs chansons américaines en français sous le pseudonyme de Claude Tremblay.

## Discographie

### Albums
- 1964 : Voici Gilles Brown
- 1965 : C'est toi que j'aime
- 1967 : Agent secret
- 1972 : Yves Martin et Gilles Brown (avec Yves Martin)
- 1973 : Il faut se dire adieu (avec Yves Martin)

### Compilations
- 1968 : 15 disques d'or
- 1969 : Ce soir
- 1970 : Gilles Brown : 15 succès
- 1974 : Yves Martin et Gilles Brown : Disque d'or (avec Yves Martin)

### 45 tours
- 1964 : Ce soir / Quand celle qu'on aime sourit
- 1964 : C'est la bamba / C'est toi que j'aime
- 1965 : Le chef de la bande / Toujours les beaux jours
- 1966 : Agent secret / On est jeune qu'une fois
- 1967 : Cette fille / Il est devenu quelqu'un
- 1967 : Son nom est Lison / Elle a pleuré
- 1968 : Le karaté / Ne t'en va pas
- 1969 : Le grand imposteur / J'ai rêvé d'un ange
- 1971 : Un souvenir / On est ben tannés (avec Yves Martin)
- 1971 : Il ne faut pas pleurer / Non monsieur (avec Yves Martin)
- 1972 : Il faut se dire adieu / Je t'invite à l'amour (avec Yves Martin)
- 1972 : Alors pourquoi ne pas dire que tu m'aimes / La route est longue (avec Yves Martin)
- 1972 : Ce soir / Pour tous les âges (avec Yves Martin)
- 1973 : Pardonne-moi / Tant que l'on s'aimera (avec Yves Martin)
- 1973 : Viens, viens / Prends mon cœur (avec Yves Martin)